# Сабитов, Ренат Харисович
Рена́т Хари́сович Саби́тов (тат. Renat Xaris uğlı Sabitov, Ренат Харис улы Сабитов; род. 13 июня 1985, Москва) — российский футболист, защитник и полузащитник, затем —  футбольный тренер.

## Карьера

### Клубная
Ренат Сабитов — воспитанник футбольной школы «Чертаново», где занимался у тренера Александра Вадимовича Кузищина. Также Сабитов выступал в составе сборной Москвы, с которой выиграл юношеский чемпионат России. В возрасте 16-ти лет он подписал контракт с клубом «Химки», который тренировал Равиль Сабитов. В составе «Химок» Сабитов провёл 2 сезона, выступая за дублирующий состав, где сыграл 43 матча.

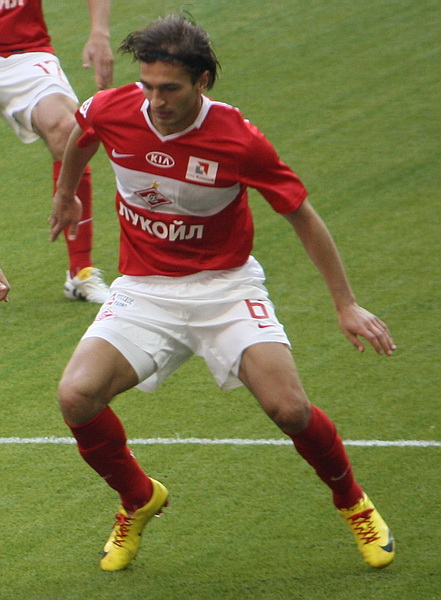
Сабитов в 2010 году

В 2004 году Сабитов перешёл в раменский «Сатурн», понравившись на просмотре тренеру дубля команды Николаю Киселёву. Первый сезон в новой команде он выступал за дубль, выиграв 3-е место в турнире дублирующих команд. С 2005 года Сабитов стал регулярно играть за первую команду «Сатурна», за которую провёл 16 игр в чемпионате России и одну в Кубке страны. По итогам сезона, по оценкам «Спорт-Экспресса», Сабитов вошёл в десятку лучших молодых игроков чемпионата. 4 мая 2006 года Сабитов забил свой первый мяч на профессиональном уровне, поразив ворота московского «Спартака» в матче Кубка России ударом в падении.
В декабре 2006 года начались переговоры по поводу перехода Сабитова в «Спартак». 23 декабря он стал игроком «красно-белых», за которых болел с детства. В первом сезоне в «Спартаке» Сабитов выступал регулярно, проведя 20 матчей. В мае он был признан лучшим игроком клуба. В ноябре 2007 года в товарищеской игре с «Эльче» он получил перелом малой берцовой кости, из-за чего долго восстанавливался, в результате проведя лишь 3 игры.
В июле 2008 года Сабитов был арендован клубом «Химки» до конца сезона. За подмосковный клуб Сабитов провёл 17 матчей.
В декабре Сабитов вернулся в «Спартак». Ему была сделана плановая операция, для того, чтобы вынуть пластину, вставленную при прошлогодней операции. В сезоне 2009 Сабитов провёл за «Спартак» 19 матчей, конкурируя за место в составе с Сергеем Ковальчуком и Рафаэлом Кариокой. В 2010 году в «Спартак» перешёл другой опорный полузащитник Александр Шешуков, составивший конкуренцию Сабитову.
23 декабря 2010 года Сабитов перешёл в «Томь». Контракт был рассчитан на 2,5 года, но через год был расторгнут, так как «Томь» оказалась не в состоянии выполнять взятые на себя контрактные обязательства. За год в «Томи» Сабитов сыграл 27 матчей в Премьер-лиге и 1 в Кубке России.
2 февраля 2012 года стало известно, что Сабитов подписал контракт до конца сезона с «Сибирью». За новосибирскую команду Сабитов сыграл 9 матчей.
30 июня 2012 года Сабитов вернулся в «Томь», подписав контракт на 1 год. 23 июля Сабитов забил свой первый гол за команду из Томска, поразив ворота «Сибири», и таким образом принёс «Томи» победу в сибирском дерби над своим бывшим клубом.
Весь 2013 год Сабитов пропустил из-за серьёзной травмы колена, таким образом отыграв в сезоне 2013/14 лишь в 7 матчах «Томи» в чемпионате России. В июле 2014 года стал капитаном томского клуба.
В июле 2019 подписал контракт с ФК «Долгопрудный».

### В сборной
В мае 2005 года Сабитов был вызван в состав юниорской сборной России. Позже выступал за молодёжную сборную.

## Статистика

### Клубная
| Клуб               | Сезон            | Лига | Лига | Кубки | Кубки | Еврокубки | Еврокубки | Прочее | Прочее | Итого | Итого |
| Клуб               | Сезон            | Игры | Голы | Игры  | Голы  | Игры      | Голы      | Игры   | Голы   | Игры  | Голы  |
| ------------------ | ---------------- | ---- | ---- | ----- | ----- | --------- | --------- | ------ | ------ | ----- | ----- |
| Сатурн (Раменское) | 2005             | 16   | 0    | 1     | 0     | 0         | 0         | 0      | 0      | 17    | 0     |
| Сатурн (Раменское) | 2006             | 13   | 1    | 7     | 1     | 0         | 0         | 0      | 0      | 20    | 2     |
| Сатурн (Раменское) | Итого            | 29   | 1    | 8     | 1     | 0         | 0         | 0      | 0      | 37    | 2     |
| Спартак (Москва)   | 2007             | 15   | 0    | 3     | 0     | 2         | 0         | 0      | 0      | 20    | 0     |
| Спартак (Москва)   | 2008             | 3    | 0    | 0     | 0     | 0         | 0         | 0      | 0      | 3     | 0     |
| Спартак (Москва)   | 2009             | 18   | 0    | 2     | 0     | 0         | 0         | 0      | 0      | 20    | 0     |
| Спартак (Москва)   | 2010             | 18   | 0    | 1     | 0     | 2         | 0         | 0      | 0      | 21    | 0     |
| Спартак (Москва)   | Итого            | 54   | 0    | 6     | 0     | 4         | 0         | 0      | 0      | 64    | 0     |
| Химки              | 2008             | 16   | 0    | 1     | 0     | 0         | 0         | 0      | 0      | 17    | 0     |
| Химки              | Итого            | 16   | 0    | 1     | 0     | 0         | 0         | 0      | 0      | 17    | 0     |
| Сибирь             | 2011/12          | 9    | 0    | 0     | 0     | 0         | 0         | 0      | 0      | 9     | 0     |
| Сибирь             | Итого            | 9    | 0    | 0     | 0     | 0         | 0         | 0      | 0      | 9     | 0     |
| Томь               | 2011/12          | 27   | 0    | 1     | 0     | 0         | 0         | 0      | 0      | 28    | 0     |
| Томь               | 2012/13          | 20   | 1    | 2     | 0     | 0         | 0         | 0      | 0      | 22    | 1     |
| Томь               | 2013/14          | 7    | 1    | 1     | 0     | 0         | 0         | 2      | 0      | 10    | 1     |
| Томь               | 2014/15          | 27   | 0    | 1     | 0     | 0         | 0         | 0      | 0      | 28    | 0     |
| Томь               | Итого            | 81   | 2    | 5     | 0     | 0         | 0         | 2      | 0      | 88    | 2     |
| Сокол              | 2015/16          | 35   | 0    | 2     | 0     | 0         | 0         | 0      | 0      | 37    | 0     |
| Сокол              | Итого            | 35   | 0    | 2     | 0     | 0         | 0         | 0      | 0      | 37    | 0     |
| Мордовия           | 2016/17          | 31   | 0    | 1     | 0     | 0         | 0         | 0      | 0      | 32    | 0     |
| Мордовия           | 2017/18          | 22   | 1    | 1     | 0     | 0         | 0         | 0      | 0      | 23    | 1     |
| Мордовия           | Итого            | 53   | 1    | 2     | 0     | 0         | 0         | 0      | 0      | 55    | 1     |
| Всего за карьеру   | Всего за карьеру | 277  | 4    | 24    | 1     | 4         | 0         | 2      | 0      | 307   | 5     |

## Достижения

### Командные
«Спартак»
- Чемпионат России
  - Вице-чемпион (2): 2007, 2009

 «Томь»
- Первенство ФНЛ
  - Вице-чемпион (1): 2012/13

 «Олимп-Долгопрудный»
- Первенство ПФЛ
  - Чемпион (1): 2020/21 (Группа 2)